# Стефан Аладжов
Стефан Аладжов (нар. 18 жовтня 1947, Софія) — болгарський футболіст (захисник), тренер.
Більшу частину своєї кар'єри провів у «Левські», брав участь у Чемпіонаті світу 1970 та 1974 років, володар титулу Футболіст року-1970.

## Кар'єра
Почав професійну кар'єру в столичному «Спартаку», за який протягом 2 років зіграв 10 матчів. Сезон 1966/67 провів у клубі з другого дивізіону Болгарії, ДНА (Сливен). 
Наступним клубом був «Левскі», в якому Стефан провів основну частину своєї кар'єри, 13 сезонів. За «Левскі» футболіст зіграв 368 матчів у національному чемпіонаті, 65 матчів у національному кубку, 40 матчів у єврокубках. 
Закінчив кар'єру в сезоні 1981/82 за «Спартак» з Варни.
За збірну Болгарії Аладжов провів 30 матчів і забив 1 м'яч. Був у складі збірної на двох чемпіонатах світу: 1970 і 1974 років

## Досягнення

### Клубні
- Чемпіон Болгарії: 1967-68, 1969-70, 1973-74, 1976-77, 1978-79
- Володар Кубка Болгарії: 1969-70, 1970-71, 1975-76, 1976-77, 1978-79

### Індивідуальні
- Рекордсмен «Левскі» за кількістю проведених офіційних матчів[3]
- Футболіст року в Болгарії: 1970

## Примітка
1. ↑  Transfermarkt.de — 2000.
2. ↑  FBref
3. ↑  Stefan Aladzhov Facts (англ.). LevskiSofia.info.